# Codidon Corona
La Codidon Corona è una struttura geologica della superficie di Venere.